# Alfred Kellermann
Alfred Kellermann (* 29. November 1920 in Waldhilsbach; † 11. September 2016) war ein promovierter deutscher Jurist und Vorsitzender Richter am Bundesgerichtshof.

## Werdegang
Kellermann war seit dem 1. April 1969 als Richter am Bundesgerichtshof tätig. Von 1985 bis zu seinem Eintritt in den Ruhestand am 30. November 1988 war er Vorsitzender des II. Zivilsenats.
Kellermann war Träger des Großen Bundesverdienstkreuzes.

## Veröffentlichungen
- Entwicklungstendenzen im Personengesellschaftsrecht, 1978, RWS-Seminarskript 20
- Vertragsänderung und Treuepflicht bei Publikumsgesellschaft, Entscheidungen zum Wirtschaftsrecht (EWiR) 1985, 181–182
- Grenzen der Übertragung von Aufgaben der Gesellschafterversammlung auf Beirat, Verwaltungsrat, Aufsichtsrat, EWiR 1985, 183–184
- Zeitweiser Widerruf betrieblicher Versorgungszusage nur bei akuter Gefährdung des Betriebes zulässig, EWiR 1985, 337–338
- Einlage des Stillen, der die Geschäftsführung mitbestimmt, ist Eigenkapital der KG, 401–402
- Einschränkung des gesellschaftsvertraglichen Rechts, Kommanditisten hinauszukündigen, EWiR 1985, 493–494
- Zur Klage des GmbH-Geschäftsführers auf Entlastung, EWiR 1985, 889–890
- Die Buchwertklausel zur Abfindung ausscheidender Gesellschafter, Steuerberater-Jahrbuch 1986/87, 403
- Zur Frage, ob die Übertragung eines GmbH-Anteils an einen Minderjährigen der vormundschaftsgerichtlichen Genehmigung bedarf, EWiR 1989, 477–478
- SAT 1 - Erfordernis der Zustimmung des Aufsichtsrats zu Geschäftsführungsmaßnahme in der Obergesellschaft auch bei 100%iger Tochtergesellschaft, EWiR 1990, 697–698
- Anwendung des BGB § 181 bei einer Publikumspersonengesellschaft, EWiR 1991, 233–234
- Zur Auswahl eines in Ausübung eines Präsentationsrechts zu benennenden GmbH-Geschäftsführers sowie zum Eilrechtsschutz zur Einflußnahme auf das Abstimmverhalten von Gesellschaftern, EWiR 1991, 1141–1142
- Höchstrichterliche Rechtsprechung zur Abfindung ausscheidender Gesellschafter einer Personengesellschaft – Buchwertklauseln, in: Georg Crezelius, Arndt Raupach, Ludwig Schmidt (Hrsg.): Steuerrecht und Gesellschaftsrecht als Gestaltungsaufgabe, Freundesgabe für Franz Josef Haas zur Vollendung des 70. Lebensjahres, Herne 1996: Verlag Neue Wirtschaftsbriefe, S. 187–200, ISBN 3-482-47791-4
- Gesellschaft bürgerlichen Rechts: Rechtsfähigkeit, Parteifähigkeit, Haftung der Gesellschafter, in: Festschrift für Herbert Wiedemann zum 70. Geburtstag, München 2002: C.H. Beck, S. 1069 ff., ISBN 3-406-49298-3
- Zur Gesellschafterhaftung in der Vor-GmbH – BGH-Urteil v. 27.1.1997 – II ZR 123/94 BGHZ 134, 133, in: Georg Crezelius, Heribert Hirte, Klaus Vieweg (Hrsg.): Festschrift für Volker Röhricht zum 65. Geburtstag, Köln 2005: Dr. Otto Schmidt, S. 291 ff., ISBN 3-504-06030-1

## Würdigung
- Festschrift für Alfred Kellermann zum 70. Geburtstag am 29. November 1990, 1991, Zeitschrift für Unternehmens- und Gesellschaftsrecht Sonderheft 10